# Fabio Basile
Fabio Basile (* 7. října 1994 v Rivoli, Itálie) je italský zápasník-judista, olympijský vítěz z roku 2016.

## Sportovní kariéra
Je rodákem z alpského údolí Val di Susa. S judem začínal v Turíně v klubu "Akiyama di Settimo". Jako člen juniorské reprezentace se přesunul do Říma, kde je členem armádního sportovního centra vedeném Giuseppe Minissalou. Jeho osobním trenérem je Pierangelo Toniolo. V italské seniorské reprezentaci se prosazuje od roku 2015 v pololehké váze. V roce 2016 se kvalifikoval zlepšenými jarními výkony na olympijské hry v Riu na úkor krajana Elia Verdeho. Na olympijské hry v Riu dokázal načasovat formu. V úvodním kole porazil na ippon technikou sode-curikomi-goši Němce Sebastiana Seidla. V dalším kole předvedl nádherný přechod do submise potom co Ázerbájdžánci Nidžatu Šichalizademu nasadil škrcení. Ve čtvrtfinále proti Mongulu Tömörchülegovi se hned v úvodu ujal vedení na wazari po technice uki-waza a vítězství pojistil v závěru v pohybu krásně provedeném de-aši-harai. V semifinále svedl nervózní bitvu se Slovincem Adrianem Gombocem, kterého porazil na dvě napomenutí (šida) a ve finále zaskočil po minutě boje hlavního favorita Korejce An Pa-ula na ippon technikou seoi-otoši. Získal zlatou olympijskou medaili.

## Výsledky
| Olympijské hry     |     |    |     | —  |     |     |    | 1. |  |  |  |  |  |  |  |  |  |  |  |  |  |  |  |  |  |  |
| Mistrovství světa  | —   | —  | —   |    | —   | —   | —  |    |  |  |  |  |  |  |  |  |  |  |  |  |  |  |  |  |  |  |
| Evropské hry       |     |    |     |    |     |     | —  |    |  |  |  |  |  |  |  |  |  |  |  |  |  |  |  |  |  |  |
| Mistrovství Evropy | —   | —  | —   | —  | —   | —   | —  | 3. |  |  |  |  |  |  |  |  |  |  |  |  |  |  |  |  |  |  |
| ME do 23 let       | —   | —  | —   | 3. | úč. | —   | 1. |    |  |  |  |  |  |  |  |  |  |  |  |  |  |  |  |  |  |  |
| MS juniorů         | —   | 3. | úč. |    | úč. | úč. |    |    |  |  |  |  |  |  |  |  |  |  |  |  |  |  |  |  |  |  |
| ME juniorů         | —   | —  | úč. | 7. | 5.  | 3.  |    |    |  |  |  |  |  |  |  |  |  |  |  |  |  |  |  |  |  |  |
| MS dorostenců      | úč. |    |     |    |     |     |    |    |  |  |  |  |  |  |  |  |  |  |  |  |  |  |  |  |  |  |
| ME dorostenců      | 7.  | 2. |     |    |     |     |    |    |  |  |  |  |  |  |  |  |  |  |  |  |  |  |  |  |  |  |